# Coll d'Esa
El Coll d'Esa (en francès col d'Èze) és un port de muntanya que es troba entre Niça i Mònaco, en les proximitats de la comuna de Esa i prop de La Túrbia, al departament dels Alps Marítims. El coll corona a 507 metres sobre el nivell del mar, del qual es troba a menys de 5 quilòmetres, cosa que ofereix unes impressionats vistes sobre la Costa Blava, amb el Cap Ferrat a l'oest i Itàlia a l'est.
El coll és molt conegut en el món del ciclisme, ja que és punt habitual de pas de la París-Niça, i esporàdic del Tour de França.

## Detalls de l'ascensió
Des de Niça l'ascensió té 10 quilòmetres de llargada, en què se superen 490 metres de desnivell a una mitjana del 4,9% i rampes màximes del 10% durant el primer quilòmetres. Des de Vilafranca de Mar el recorregut és de 8,2 quilòmetres, amb 444 metres de desnivell a una mitjana del 5,4% i rampes que arriben fins al 16%.

## El coll en les curses ciclistes
Des de 1969, quan es va pujar per primera vegada, el coll d'Esa ha estat habitual en la París-Niça, gairebé sempre com a cronoescalada final que decideix la cursa.
El coll també s'ha pujat en tres ocasions al Tour de França: el 1953, el 2009 i el 2020.
| Any  | Etapa | Categoria | Ciclista que corona  |
| ---- | ----- | --------- | -------------------- |
| 2020 | 2a    | 2a        | Nicolas Roche (IRL)  |
| 2009 | 2     | 3a        | Tony Martin (GER)    |
| 1953 | 16    | 2a        | Joseph Mirando (FRA) |